# Diplasiolejeunea kraussiana
Diplasiolejeunea kraussiana là một loài Rêu trong họ Lejeuneaceae. Loài này được (Lindenb.) Spruce mô tả khoa học đầu tiên năm 1916.